# 升田貴久
升田 貴久（ますだ たかひさ、男性、1979年5月24日 - ）は、日本のプロボクサー経験者及びプロボクシング・トレーナー。愛媛県松山市出身。元OPBF東洋太平洋ライトフライ級王者。三迫ボクシングジム所属。

## 来歴
新田高等学校を1年で中退し1996年12月15日、グリーンツダボクシングクラブ所属でプロデビューし4R判定で勝利。以降3連勝も、2引分で引退を考え愛媛に戻ったこともあった。三谷大和に憧れ同郷の三迫仁志が創始者たる三迫ボクシングジムに移籍する。その後菊井徹平に10R判定負けし三谷が自身のジムを作るために三迫を離れたこともあり、半ば引退状態であったが、その状態を聞いた三谷からの声を掛けられ、三谷ジムに通い再度復帰を誓った。その後横山啓介に8R判定勝ち、林田龍生に10R判定勝ちするなどしランキングを上げた。
同い年の同僚相澤国之とはスパーリングで切磋琢磨、同郷で新田高校・ジムの先輩福田健吾は担任のトレーナーではなかったが公私に渡り世話になった。
2005年1月16日、増田信晃の持つ日本ライトフライ級王座に挑戦。10R判定で敗れた。
2005年8月8日、山口真吾の持つOPBF東洋太平洋ライトフライ級王座に挑み、12R判定で勝利し初のタイトルを入手。3歳の息子をリングに上げ勝利を喜んだ。またこのタイトルは、三迫ジムにとって、三谷以来のタイトルであった。これによりWBC世界ライトフライ級4位にランク入りした。
2005年12月12日、嘉陽宗嗣と初の防衛戦。12R判定で敗れ、これを最後に1度引退した。
2007年12月10日、後楽園ホールでウィド・パエス（OPBFフライ級7位）との試合で判定勝ちで再起を果たした。
2008年8月10日、1戦1勝後世界前哨戦と銘打ちABCOフライ級王者にして、WBAフライ級5位、元WBC世界ストロー級王者・元WBC世界ライトフライ級暫定王者ワンディー・シンワンチャーとのノンタイトル戦に10R判定で勝利。これによりWBAフライ級9位・WBC同級10位にランク入りした。WBC世界フライ級王者内藤大助に試合を申し込むも断られた。
2008年12月23日、地元・愛媛県松山市のアイテムえひめでサクニポン・シンマナサクと対戦、2RKO勝利を収めた。
2009年4月の予定でWBA世界フライ級王者デンカオセーン・クラティンデーンジムへの挑戦が内定し、正式発表へ向けて準備を進めていたが、王者陣営内の対立トラブルにより決定に至らなかった。
2009年6月8日、WBAフライ級8位・WBC同級6位として日本同級7位の小林タカヤスと51.5kg契約10回戦を行い、後半に失速したまま0-2の判定負けを喫した。
2009年8月28日、世界初挑戦。敵地のチェンマイでWBC世界フライ級暫定王者ポンサクレック・ウォンジョンカム（タイ）に挑んだが、6R1分6秒TKOで敗れ、王座奪取はならなかった。同年暮れ自身のブログで再び引退とトレーナー転向を表明
現在、愛媛でボクシングジム開設